# Sân bay Lai Sơn Yên Đài
Sân bay Lai Sơn Yên Đài (giản thể: 烟台莱山机场; phồn thể: 煙台萊山機場; bính âm: Yāntái Láishān Jīchǎng) là một sân bay quân sự ở Yên Đài, Sơn Đông, Cộng hoà Nhân dân Trung Hoa. Trước đây, đây từng là sân bay chính của khu vực Yên Đài nhưng hiện tại, sân bay này đã được thay thế bởi sân bay quốc tế Bồng Lai Yên Đài.
Sân bay cách trung tâm Yên Đài 15 km và bắt đầu hoạt động từ tháng 10 năm 1984 với các chuyến bay thường lệ đi Bắc Kinh và Thượng Hải. Suốt 31 năm hoạt động, lượng khách thông qua tăng đáng kể với hơn 70 chuyến bay kết nối các thành phố Trung Quốc cũng như các chuyến bay quốc tế đi Seoul và Busan của Hàn Quốc. Sức ép về công suất khiến sân bay không còn khả năng đáp ứng và do đó, chính quyền Yên Đài đã quyết định xây dựng một sân bay quốc tế mới trong khu vực, đó là sân bay quốc tế Bồng Lai Yên Đài đã hoàn thành và hoạt động kể từ tháng 5 năm 2015.